# اشتباكات الأقصى 2009
وفي عام 2009، اندلعت اشتباكات بين الفلسطينيين المسلمين والشرطة الإسرائيلية في 27 سبتمبر/أيلول 2009، واستمرت حتى أواخر أكتوبر/تشرين الأول. انتشر العنف في القدس الشرقية وأجزاء من الضفة الغربية، وشمل إلقاء زجاجات المولوتوف والحجارة على قوات الأمن الإسرائيلية والمدنيين. وردت الشرطة الإسرائيلية باعتقال عدد من مثيري الشغب وفرض قيود متفرقة على الوصول إلى الحرم القدسي على أساس السن. وأصيب عشرات من مثيري الشغب ورجال الشرطة والمدنيين الإسرائيليين.
يقع المسجد الأقصى فوق الحرم القدسي الشريف، وهو أقدس موقع في اليهودية، وهو أيضًا موقع المسجد الأقصى وقبة الصخرة، وهو ثالث أقدس موقع في الإسلام. حصلت إسرائيل على السيطرة على الحرم القدسي في عام 1967 من الأردن، ودمجته مع بقية القدس الشرقية في عاصمتها (غير المعترف بها إلى حد كبير) القدس ؛ وتتم إدارة الأماكن المقدسة الإسلامية على الحرم القدسي من قبل الأوقاف الإسلامية، في حين تتولى إسرائيل المسؤولية عن الإدارة العامة. ومن المعتقد بشكل عام أن الوضع الدائم للحرم القدسي سيتم تحديده من خلال المفاوضات المستقبلية بين إسرائيل والسلطة الفلسطينية.

## خلفية
وتأتي هذه الاشتباكات في أعقاب تصاعد التوترات منذ الثاني من أغسطس/آب مع الإخلاء القسري لتسع عائلات فلسطينية في حي الشيخ جراح. خلال شهر رمضان، أصبح وصول الفلسطينيين إلى المسجد الأقصى مقيدًا بشكل متزايد. خلال الأسبوع الأخير من شهر رمضان الذي انتهى في 19 سبتمبر، مُنع الفلسطينيون من بقية الضفة الغربية من دخول القدس الشرقية للاحتفال بالعام اليهودي الجديد.

## الجدول الزمني للعنف
27 سبتمبر
في عشية يوم الغفران، دخلت مجموعة مكونة من حوالي 15 شخصًا غير  المجمع برفقة حوالي 70 ضابطًا من شرطة إسرائيل يرتدون ملابس مكافحة الشغب. وتجمع حولهم نحو 150 من المصلين المسلمين، وقام بعضهم بإلقاء الحجارة عليهم. وأصيب 18 شرطيًا و17 مصليًا بجروح طفيفة. وفي ذلك المساء، في يوم الغفران، ألقى فلسطينيون من حي العيساوية شمال القدس قنابل حارقة وحجارة على قوات الأمن الإسرائيلية وأشعلوا النار في عدد من الأشجار. وأصيب خمسة ضباط بجروح طفيفة.
4 أكتوبر

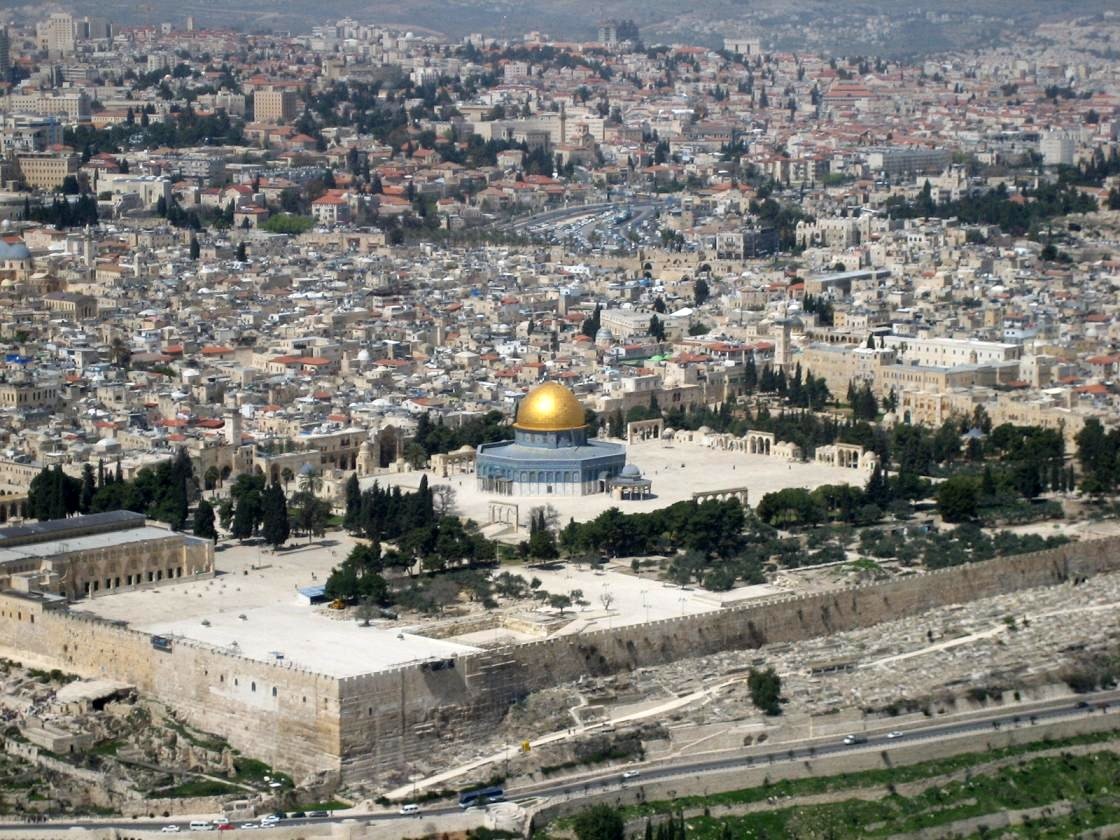
الحرم القدسي الشريف من الجنوب الشرقي. القبة الذهبية هي قبة الصخرة في المسجد الأقصى.

رشقت مجموعة تضم نحو 150 فلسطينيا قوات الأمن الإسرائيلية بالحجارة والزجاجات في حي وادي الجوز بالقدس.
5 أكتوبر
قامت مجموعة من الفلسطينيين من حي رأس العامود جنوب شرق القدس، برشق الحجارة على رجال يهود متشددين توقفوا للصلاة في المقبرة الواقعة على جبل الزيتون القريب. وفي وقت لاحق من اليوم، تعرضت عناصر الشرطة داخل رأس العامود مرة أخرى للرشق بالحجارة. واستمرت أعمال رشق الحجارة وغيرها من أشكال الشغب بشكل متقطع في القدس الشرقية طوال اليوم. بالقرب من حاجز شعفاط الأمني في شمال القدس، رشق شبان فلسطينيون رجال شرطة حرس الحدود الإسرائيليين بالحجارة، ما أدى إلى إصابة أحد الضباط بجروح طفيفة. وفي وقت لاحق، أقدم شاب فلسطيني على طعن شرطي من حرس الحدود في رقبته. وبعد ذلك بدأ شبان من مخيم شعفاط بأعمال شغب، حيث ألقوا الحجارة على أفراد شرطة حرس الحدود طوال المساء. على مشارف رام الله، قام نحو 50 شاباً فلسطينياً بإلقاء الحجارة والحطام على جنود إسرائيليين متمركزين في مكان قريب.
25 أكتوبر
ألقى مثيرو الشغب زجاجات المولوتوف والحجارة على قوات الشرطة الإسرائيلية المتمركزة في الحرم القدسي الشريف. دخلت قوة من الشرطة إلى باحة المسجد الأقصى وألقت القبض على 18 شخصا. وأصيب تسعة من رجال الشرطة بجروح طفيفة، وألقي القبض على 21 من مثيري الشغب. تعرضت صحفية أسترالية لإصابة طفيفة جراء سقوط حجر عليها. اعتقلت قوات الاحتلال الإسرائيلي، ظهر اليوم، ثلاثة شبان عرب ملثمين، بعد رشقهم قوات الاحتلال بالحجارة في حي رأس العامود شرقي القدس. وفي البلدة القديمة من مدينة القدس، رشق العرب المارة ورجال الشرطة بالحجارة. ولم ترد أنباء عن وقوع إصابات أو أضرار.

## الأطراف المعنية

### الحركة الإسلامية في إسرائيل
قال الشيخ رائد صلاح، زعيم الحركة الإسلامية في إسرائيل، لأتباعه في أوائل أكتوبر/تشرين الأول، إنه إذا كان على المسلمين الاختيار بين التخلي عن المسجد الأقصى أو الاستشهاد فإنهم سيختارون الأخير.
هل يجب على دولة إسرائيل أن تجبرنا على الاختيار... إننا سنختار الشهادة بكل وضوح، نحن أمة لا تستسلم، سنموت وننتصر، والمسجد الأقصى ليس أمراً يمكن التنازل عنه، وسننتصر بإذن الله.

### السلطة الفلسطينية
وفي الخامس من أكتوبر/تشرين الأول، أدان رئيس الوزراء الفلسطيني سلام فياض قرار إسرائيل بتقييد الدخول إلى المسجد الأقصى في جبل الهيكل في أعقاب أعمال الشغب، ودعا الفلسطينيين إلى "مواجهة إسرائيل".
ندعو الشعب الفلسطيني لمواجهة إسرائيل ومخططاتها التي تهدف إلى منع الشعب الفلسطيني من تحقيق تطلعاته بإقامة الدولة الفلسطينية في الأراضي المحتلة.
كما استنكرت الهيئة "محاولات إسرائيل لإقامة صلوات يهودية في المسجد الأقصى"، وحثت العالم "على إجبار إسرائيل على وقف جهودها لتهويد المدينة".

### حماس
وفي أوائل أكتوبر/تشرين الأول، دعت حماس إلى انتفاضة جديدة "للدفاع" عن القدس والمسجد الأقصى، الواقع في مجمع الحرم القدسي. وأصدرت الجماعة بيانا ألقت فيه اللوم على إسرائيل في أعمال العنف وقالت إن "الإضرار بالأقصى سوف ينفجر في وجه العدوان الصهيوني".

قال رئيس المكتب السياسي لحركة حماس خالد مشعل يوم 25 أكتوبر/تشرين الأول إن مصير القدس سيتقرر من خلال المواجهة وليس المفاوضات، ودعا إلى احتجاجات غاضبة في جميع أنحاء العالم العربي.
ويريد الإسرائيليون تقسيم المسجد الأقصى، وليس هذا كل شيء. يريدون إقامة شعائرهم الدينية في المسجد... استعداداً لهدمه وبناء معبدهم هناك... القدس هي القدس كلها وليس أبو ديس فقط. العرب والمسلمون هم سكانها وليس للصهاينة أي حق فيها... أدعو إلى مظاهرات غاضبة في فلسطين والعالم العربي. اليوم بدأت الاحتجاجات في قطاع غزة ونأمل أن تمتد إلى الضفة الغربية. ومن المهم أن يكون هناك موقف فلسطيني موحد. علينا أن نرسل رسالة للعالم: في ظل الاستيطان والإجراءات في القدس، لا يوجد مفاوضات ويجب علينا إعادة التفكير في خطواتنا.